# Butaya auko
Butaya auko – gatunek motyla z rodziny trociniarkowatych i podrodziny Zeuserinae.
Gatunek ten opisany został po raz pierwszy w 2014 roku przez Romana Jakowlewa na podstawie trzech samców odłowionych w 2012 roku w Dak Roong na terenie wietnamskiego dystryktu K'Bang w prowincji Gia Lai. Miejsce typowe znajduje się w Parku Narodowym Kon Ka Kinh. Epitet gatunkowy upamiętnia Au Ko – mityczną górską boginię i matkę wietnamskiej cywilizacji.
Motyl ten osiąga od 15 do 16 mm długości przedniego skrzydła. Czułki są w nasadowych ⅔ podwójnie grzebieniaste, a dalej nitkowate. Tułów porasta jasnożółte owłosienie. Przednie skrzydło ma jasnożółte tło, rozjaśnione brzegi i słabo zaznaczoną srebrnoszarą łatę w polu kubitalnym. Tło tylnego skrzydła jest również jasnożółte, ale jaśniejsze niż przedniego. Strzępiny skrzydeł obu par mają barwę jasnożółtą. Odwłok na grzbiecie porastają czarne włoski, a wierzchołku włoski jasnożółte. Męskie genitalia cechuje stosunkowo długi unkus o piramidalnym szczycie, całkiem zanikłe gałęzie gnatosa, wąskie, lancetowate walwy o niemal równych brzegach kostalnych, przysadzista juksta siodełkowatego kształtu z dwiema parami tęgich, skierowanych grzbietowo wyrostków bocznych, stożkowaty sakus oraz krótki edeagus z lekkim przewężeniem w ⅓ długości. Wezyka ma długi skleryt na bocznej powierzchni.
Owad orientalny, znany tylko z lokalizacji typowej w środkowym Wietnamie.